# Ochotona hoffmanni
Ochotona hoffmanni és una espècie de pica de la família dels ocotònids que viu a Mongòlia.